# Phan Huy Chú
 (mai 2021).
La mise en forme du texte ne suit pas les recommandations de Wikipédia : il faut le « wikifier ».
Les points d'amélioration suivants sont les cas les plus fréquents :
- Les titres sont pré-formatés par le logiciel. Ils ne sont ni en capitales, ni en gras.
- Le texte ne doit pas être écrit en capitales (les noms de famille non plus), ni en gras, ni en italique, ni en « petit »…
- Le gras n'est utilisé que pour surligner le titre de l'article dans l'introduction, une seule fois.
- L'italique est rarement utilisé : mots en langue étrangère, titres d'œuvres, noms de bateaux, etc.
- Les citations ne sont pas en italique mais en corps de texte normal. Elles sont entourées par des guillemets français : « et ».
- Les listes à puces sont à éviter, des paragraphes rédigés étant largement préférés. Les tableaux sont à réserver à la présentation de données structurées (résultats, etc.).
- Les appels de note de bas de page (petits chiffres en exposant, introduits par l'outil «  Source ») sont à placer entre la fin de phrase et le point final[comme ça].
- Les liens internes (vers d'autres articles de Wikipédia) sont à choisir avec parcimonie. Créez des liens vers des articles approfondissant le sujet. Les termes génériques sans rapport avec le sujet sont à éviter, ainsi que les répétitions de liens vers un même terme.
- Les liens externes sont à placer uniquement dans une section « Liens externes », à la fin de l'article. Ces liens sont à choisir avec parcimonie suivant les règles définies. Si un lien sert de source à l'article, son insertion dans le texte est à faire par les notes de bas de page.
- La présentation des références doit suivre les conventions bibliographiques. Il est recommandé d'utiliser les modèles {{Ouvrage}}, {{Chapitre}}, {{Article}}, {{Lien web}} et/ou {{Bibliographie}}. Le mode d'édition visuel peut mettre en forme automatiquement les références.
- Insérer une infobox (cadre d'informations à droite) n'est pas obligatoire pour parachever la mise en page.

Pour une aide détaillée, merci de consulter Aide:Wikification.
Si vous pensez que ces points ont été résolus, vous pouvez retirer ce bandeau et améliorer la mise en forme d'un autre article.
Dans ce nom, le nom de famille, Chú, précède le nom personnel.
Phan Huy Chú (1782-1840) est un administrateur vietnamien né à la Cité impériale de Thang Long. Son œuvre la plus célèbre est Lịch triều hiến chương loại chí (Types de médias. Calendrier de la dynastie). C'est la première "encyclopédie" du Vietnam. Il meurt en 1840 à l'âge de 58 ans. Il est enterré à Hanoï.

## Origine et éducation
Phan Huy Chú (1782- 1840) a été un administrateur de mandarin et de vietnamien, érudit et historien, né et élevé à Cité impériale de Thang Long. Issu d'une famille de savants, il était le fils du savant et officiel Phan Huy Ích, qui avait été un fonctionnaire notoire dans le régime éphémère de la dynastie Tây Sơn
Chú a été recruté pour partir en mission en Republique Populaire de Chine en 1825, la sixième année du règne de Minh Mênh. En 1828 a été nommé gouverneur adjoint de la province Thừa Thiên, puis en 1829 gouverneur de la province de Quang Nam. Par la suite, il a continué à servir la Cour comme envoyé diplomatique, y compris lors d'un voyage de recherche en 1833 qui l'a conduit à Singapour et à Batavia dans les Indes néerlandaises. Au retour du voyage, il a présenté un rapport sous le titre «Résumé d'un voyage maritime».

## Œuvres principales
- Types de médias. Calendrier de la dynastie (Lịch Triều Hiến Chương Loại Chí)
- L'équilibre géographique du Vietnam
- L'extrême ouest

## Contenu deLịch triều hiến chương loại chí
En 1821, Le roi Minh Mang a parlé avec Phan Huy Chú et l'a convoqué dans la capitale (Hanoï). Là-bas, Lịch Triều Hiến Chương Loại Chí a été offert au roi, que Huy Chú lui-même a commencé à écrire en 1809, afin d'être récompensé.  Conscient de l'importance du livre, le roi Minh Mang l'a sculpté dans du bois et du polygraphe afin qu'il devienne progressivement un livre de plus en plus populaire.
Le livre se compose de 49 volumes, divisés en 10 parties
- Géographie de lancement (Tome 1 à 5). Copie de la géographie du Vietnam.
- Caractère quotidien (Tome 6 à 12). Copie de la biographie des empereurs, des savants ...
- Journal officiel (tome 13 à 19). Copie du titre ou du poste, salaires, agents électoraux ...
- Les rituels quotidiens (Livre 20 à 25). Copie du dictionnaire qui appartient à la cérémonie impériale, aux sacrifices, aux sanctuaires, à la religion ...
- Billets pour les professeurs de revues (tome 26 à 28). Copie de l'Examen Huong.
- Utilisation nationale des médias (livres 29 à 32). Copie du permis d'exploitation (hukou), les tarifs, la perception des impôts, le régime foncier ...
- Presse criminelle (tomes 33 à 38). Copie des règles et sanctions.
- Traitement des moyens d'infanterie (Livre 39 à 41). Copie du recrutement des soldats et mode d'organisation de l'armée.
- Daily President (Tome 42 à 45) Copie de livres du même compositeur vietnamien à travers les dynasties.
- Revue d'état des affaires (livre 45 à 49). Écrit sur les relations de vie et cérémonies de bienvenue.